# Куруми Нара
Куруми Нара (на японски: 奈良くるみ) е професионална японска тенисистка.
Родена е на 30 декември 1991 г. в Осака, Япония. Куруми е едно от двете деца на Шунго и Сатоки Нара, има брат – Цубаса.
Японката играе тенис от четиригодишна възраст, любимата ѝ настилка е твърда, най-силното място в играта е скоростта на движение на корта.
Най-високото ѝ класиране в ранглистата за жени на WTA на сингъл e 32-ро място, постигнато на 18 август 2014 г.